# Edwin Beard Budding
Edwin Beard Budding (Stroud, Gloucestershire, 1795 – 1846), foi um engenheiro inglês que inventou a máquina de cortar relva. Também se crê que teria inventado os primeiros modelos de chave inglesa (chave de boca ajustável).
Em 1830 Edwin Budding, engenheiro têxtil em Gloucestershire, na Inglaterra, patenteou uma máquina de cortar relva baseada numa máquina têxtil de aparar tecidos. Ao observar a bancada fixa onde a máquina funcionava, Budding idealizou um mecanismo similar mas que se pudesse mover a pouca distância do chão. Esta nova máquina consistia num rolo que se deslocava sobre o relvado ou gramado, accionado um cilindro horizontal munido de lâminas, as quais actuavam contra uma lâmina fixa provocando o corte uniforme das plantas. Formou sociedade com um outro engenheiro local, John Ferrabee, passando a fabricar cortadores numa fábrica em Stroud.
Em 1832, a firma de máquinas agrícolas Ransomes, de Ipswich, produziu em série uma versão modificada com rodas laterais que substituíam o pesado rolo. Mais tarde, em 1926, a firma fabricou a primeira máquina de cortar relva com motor de explosão e em 1969 surgiu o primeiro modelo verdadeiramente portátil e leve, produzido pela empresa Black and Decker.
Exemplos dos primeiros cortadores de relva fabricados por Budding podem ser observados no Museu de Stroud, no Museu de Ciência de Londres e no Museu Milton Keynes.
Também se atribui a Edwin Budding a invenção das primeiras chaves de boca ajustável, conhecidas em Portugal por chave-inglesa.